# Norbert Ratsirahonana
Norbert Lala Ratsirahonana (Antsiranana, 18 novembre 1938) è un politico malgascio.
Ha ricoperto la carica di Primo ministro del Madagascar dal 28 maggio 1996 al 21 febbraio 1997. Il 5 settembre del 1996, a seguito della destituzione di Albert Zafy, ha ricoperto la carica di presidente ad interim, carica che ha mantenuto sino al 9 febbraio 1997, data dell'insediamento di Didier Ratsiraka.